# Chiesa cristiana evangelica dei fratelli
La Chiesa cristiana evangelica dei fratelli (o Assemblea dei fratelli) è una denominazione cristiana evangelica italiana.

## Storia
Le origini del movimento sono riconducibili al mondo anglosassone nei primi anni del diciannovesimo secolo. All'inizio del 1800 diversi membri della Chiesa anglicana iniziarono ad incontrarsi privatamente per studiare la Bibbia.
Vennero chiamati Fratelli di Plymouth poiché la prima “assemblea” inglese guidata da John Nelson Darby fu organizzata a Plymouth nel 1831, anche se diversi storici ritengono che la più antica assemblea sia quella di Dublino, del 1825, anche l'assemblea di Bristol ebbe un ruolo importante. Nello stesso periodo, i Fratelli iniziarono i loro incontri anche in Svizzera, l'Assemblea di Ginevra risale al 1823. Le vicende dei Fratelli britannici ebbero un ruolo importante. Tra le figure più significative si ricordano Henry Craik (1805-1866), fu brillante predicatore; Anthony Norris Groves (1795-1853) che si dedicò alle missioni internazionali, contribuendo all'espansione mondiale del movimento, mentre George Müller (1805-1898) si prodigò per la creazione del celebre orfanotrofio Ashley Down di Bristol, questa fu la prima di una serie di attività benefiche e sociali. In seguito il movimento dei Fratelli si divise fra: “Fratelli stretti”, guidati dallo stesso Darby, questi non erano disponibili a una collaborazione con chi non condivideva il loro rigoroso neofondamentalismo; “Fratelli larghi” che sono alle origini dei maggiori gruppi europei detti oggi “Assemblee dei Fratelli” o Chiese Cristiane Evangeliche dei Fratelli.
Il movimento italiano dei Fratelli, non è però in comunione con quello internazionale delle Brethren assemblies worldwide, ma ha avuto origine in Toscana ad opera del conte Piero Guicciardini, nato da una famiglia aristocratica fiorentina nel 1806, intellettuale, che diventerà una delle maggiori personalità del movimento evangelico italiano. Convertitosi al protestantesimo dopo essere venuto in contatto con Matilde Calandrini, con la quale condivideva interessi pedagogici e sociali. Da lei ricevette lo stimolo alla lettura della Bibbia e cominciò a frequentare la cappella svizzera.
La Calandrini era una donna svizzera, discendente da una famiglia protestante di Lucca esiliata a Ginevra nel XVI secolo per motivi di religione. Nel 1831 la Calandrini si era stabilita a Pisa per ragioni di salute e lì si adoperò in opere filantropiche ed educative, creando in particolare alcuni asili d'infanzia.
A Firenze Guicciardini iniziò un'opera analoga a quella di Pisa, con asili e riunioni familiari in cui si leggeva la Bibbia. In questo periodo in Toscana arrivavano stranieri da tutte le parti d'Europa e anche dall'America che avevano ottenuto il permesso di aprire cappelle protestanti di varie denominazioni.
Molti stranieri si dedicavano alla filantropia. Durante il Risorgimento i protestanti italiani sperarono che alla rivoluzione si accompagnasse una riforma religiosa. Come ha sottolineato lo storico Giorgio Spini, sebbene i protestanti costituissero una esigua minoranza nella penisola (32.684, secondo il censimento del 1861), l'influenza che il protestantesimo esercitò sulla cultura risorgimentale fu notevole. Diversi protagonisti del Risorgimento (da Cavour a Lambruschini, da Terenzio Mamiani a Ricasoli, da Carlo Cattaneo a Ferrari) ebbero contatti stretti con il mondo protestante ed alcuni erano di fede protestante. L'influenza del protestantesimo trovò un terreno favorevole soprattutto a Firenze.
Furono però soprattutto gli avvenimenti del 1848-1849 con la cacciata di papa Pio IX da Roma ad accendere la speranza che fosse giunta l'ora di una riforma religiosa, da realizzare attraverso una guerra patriottica contro il papato. Tale prospettiva sembrò sul punto di realizzarsi con la nascita della Repubblica romana, esperienza che più di ogni altra contribuì a legare la componente più impegnata del protestantesimo al Risorgimento.
Il progresso del movimento dei fratelli raggiunse il suo apice nel 1848 quando la rivoluzione portò al governo Giuseppe Montanelli e Bettino Ricasoli, entrambi assertori della più completa libertà religiosa. Alcuni sovrani italiani concessero costituzioni, in Piemonte vennero concessi i diritti politici alle minoranze valdese ed ebraica, il progetto unitario fu avviato dichiarando guerra all'Austria; a Roma, nel 1849, la Repubblica proclamò la libertà di coscienza. All'entusiasmo dei primi mesi seguì però la reazione dell'Austria, con ondate di carcerazioni e bandi; a Roma i francesi restaurarono il potere papale.
I primi credenti frequentavano la Chiesa Evangelica svizzera di Firenze e fu qui che la notte di Natale del 1850, la polizia fece irruzione poiché fu emesso un decreto con il quale la frequenza di cattolici al culto evangelico veniva punito con carcere duro da otto giorni a due mesi. Successivamente nel Granducato le leggi in materia religiosa furono ulteriormente inasprite e il movimento Evangelico fu costretto alla clandestinità. A causa della sua attività di proselitismo, nel 1851 il conte venne arrestato ed esiliato dal Granducato di Toscana. Dopo aver vissuto nelle Valli valdesi e in Svizzera, si trasferì in Inghilterra. Fu qui che conobbe Teodorico Pietrocola Rossetti, patriota, scrittore e poeta, fuggito dal regno delle Due Sicilie e convertitosi al protestantesimo a Londra.
Verso il 1852 alcuni cristiani evangelici si organizzarono come Chiesa Libera Evangelica Italiana, ma le comunità dei Fratelli non vollero aggregarsi, sia per il rifiuto di ogni forma di organizzazione, sia perché non approvavano i legami che la Chiesa libera aveva con la massoneria e il suo forte anticlericalismo.
Nel 1854 Guicciardini rientrò in Italia, a Pietra Ligure e poi in Lombardia.
Nel 1857 Rossetti partì dall'Inghilterra per il Piemonte, munito di passaporto firmato dal conte di Cavour, con l'indicazione specifica: “per andare ad Alessandria a predicare il Vangelo”. Nel 1858 le strutture di proprietà ecclesiastica erano sei radunanze, cinque evangelisti, tre scuole quotidiane (Torino con sessanta alunni, Asti con dodici, Alessandria con venti). Durante la guerra di indipendenza (1859-60) le chiese in Piemonte vennero trasformate in ricoveri per i feriti.
Nel 1860, dopo la definitiva cacciata del Granduca e il ritorno al potere degli antichi amici del conte, Ricasoli e Ridolfi, anche Guicciardini poté tornare a Firenze, dove prese ad organizzare dei culti pubblici.
In pochi mesi la penisola italiana ebbe un nuovo assetto e a questa unificazione si accompagnò anche all'espansione evangelica. Evangelisti e colportori, aprirono locali, accoglievano gruppi di simpatizzanti, tenevano dibattiti pubblici, utilizzando gli spazi concessi dal clima di relativa tolleranza che si era ormai instaurato. Queste prospettive di rinnovamento spinsero associazioni o confessioni religiose del mondo anglosassone, ad inviare predicatori per affiancare gli evangelici italiani nella loro opera.
Conclusosi il Risorgimento con la presa di Roma, tutte le chiese evangeliche aprirono locali di culto in varie città. Successivamente, sotto i governi delle sinistre prima e di Giolitti poi, si venne strutturando una strutturata organizzazione evangelica. Piero Guicciardini e Teodorico Pietrocola Rossetti diedero luogo alle assemblee dei Fratelli. La collaborazione fra i due continuò per tutta la vita.
Nel 1891 la Chiesa dei Fratelli venne riconosciuta come ente morale che amministra locali di culto.
Durante il fascismo (1919-1945), i Fratelli sono soggetti a episodi di repressione, aggravati dalla scarsa protezione dovuta alla mancanza di una formale rappresentanza istituzionale. Anche negli anni più duri della guerra però non fu abolita quella libertà religiosa che lo Statuto Albertino aveva garantito. Nel 1929 fu stipulato dallo Stato un Concordato con la Chiesa Cattolica, in base al quale la religione cattolica diventava la religione ufficiale dello Stato e le altre confessioni religiose venivano considerate “culti ammessi”. Nel 1930 lo Stato impose alle assemblee di avere dei Ministri di culto, che dovevano presenziare ad ogni incontro. Come conseguenza di questa disposizione, molte chiese rifiutarono di avere ministri di culto e dovettero chiudere o subire persecuzioni. Nel 1948 la costituzione sanciva la libertà di religione, contemplando anche il diritto al pubblico esercizio del culto e della propaganda religiosa.
La Chiesa dei Fratelli è attualmente presente in Italia.

## Dottrina
Le Assemblee dei fratelli fondano il proprio credo su alcuni principi della Riforma, e, più in generale, su uno studio molto attento delle Sacre Scritture:
- Gesù Cristo è il Figlio del Padre Eterno ed è Dio stesso; è il salvatore e redentore dell'umanità, ed è l'unico mediatore fra il Padre Eterno e gli uomini; si è incarnato ed è venuto al mondo nel grembo della vergine Maria; è morto per espiare i peccati di tutti gli uomini; è risorto ed è asceso al cielo.
- la Bibbia è l'unica fonte d'autorità.
- la salvezza attraverso la grazia è il dono di Dio mediante la fede in Cristo crocifisso e risorto.
- la fede in Cristo è la sola condizione dell'umanità per ottenere il dono della grazia.
- lo Spirito Santo, terza persona della Deità, è stato donato alla Chiesa il giorno di Pentecoste; ogni credente al momento della sua conversione lo riceve e con esso riceve anche i doni spirituali da mettere al servizio della comunità.
- il battesimo, praticato di solito età adulta (se si è ritenuti abbastanza maturi spiritualmente l'età non ha limite minimo) in seguito all'accettazione di Cristo come personale salvatore, avviene per immersione ed è un atto di testimonianza pubblica del credente.
- il culto di adorazione al Signore, durante il quale tutti i partecipanti sono liberi di pregare, proporre dei canti, leggere salmi o altri passi biblici, viene celebrato ogni domenica per l'adorazione di Dio, il martedì per il canto e la preghiera e il venerdì per la predicazione del vangelo. Solo coloro che sono battezzati partecipano alla Cena del Signore, che consiste nella condivisione del pane e del vino come memoriale. Di particolare importanza all'interno del culto è la predicazione su un brano biblico.
- ogni credente ha la certezza che Gesù Cristo tornerà per raccogliere a sé tutti coloro che hanno creduto in Lui, come è scritto nella bibbia in 1°Tessalonicesi 4:13-18.

## Struttura organizzativa
La chiesa dei Fratelli non ha una struttura organizzativa centrale ma, avendo una struttura congregazionista, ogni singola comunità si auto regolamenta. La conduzione della chiesa locale è affidata ad un collegio di "Anziani", coadiuvati da diaconi. Alcuni di questi svolgono la loro attività a tempo pieno per la chiesa, mentre altri la esercitano accanto ad una professione secolare. 
La Chiesa "dei Fratelli" conta circa 310 comunità in Italia, alcune molto numerose, altre piccole. Per costituire una comunità "di Fratelli" non è necessario avere un numero minimo di membri. Importante è che vi sia un gruppo di cristiani battezzati che si radunino regolarmente.
Le assemblee "dei Fratelli" sostengono vari asili infantili e una residenza per anziani.
Inoltre in molte assemblee il sabato i giovani dell'assemblea, dai più piccoli ai neo-maggiorenni si riuniscono per essere istruiti sulla bibbia.
Le "Chiese dei Fratelli" hanno un loro periodico mensile nazionale, "Il Cristiano", che è il giornale evangelico più antico in Italia, fondato nel 1888 e pubblicato ad Arezzo per molti anni. È tuttora in piena attività, con la redazione ad Anghiari (AR). È possibile leggerlo online.
L'Ente Morale Opera delle Chiese Cristiane dei Fratelli con sede a Firenze, amministra le proprietà immobiliari.

## Diffusione
I Fratelli sono circa 2.500.000, presenti in 135 nazioni con oltre 27.000 assemblee locali. Ci sono due comitati, il Brethren Educational Network, che si occupa dell'istruzione biblica, con centri di formazione e di discepolato e facoltà teologiche. Il Brethren International Network, che si occupa di mantenere contatti tra le Assemblee nel mondo.
Le Assemblee italiane sono oltre 300 e coinvolgono circa 20.000 persone. Molte di queste si avvalgono dell'Ente Morale di Firenze per l'amministrazione dei loro locali di culto.
L'Ente Morale amministra anche gli immobili che ospitano il Centro Evangelico di Poggio Ubertini a Montespertoli (Firenze) il Centro Bethel di Castelnuovo della Daunia (Foggia), il Centro Anziani di Casorzo (Asti). Il movimento dei Fratelli gestisce l'Opera Missionaria Evangelica dei Fratelli Italiani (OMEFI), che si occupa della missione all'estero, e la casa editrice Unione Cristiana Edizioni Bibliche (UCEB) con sede a Fondi (Latina).

## Documenti
Guicciardini fu autore di una revisione della traduzione in italiano della seicentesca Bibbia del Diodati: la “Bibbia Guicciardini”. Fu appassionato collezionista di libri antichi e rari: Bibbie, scritti dei primi Riformatori e scritti relativi alle origini dei “Fratelli”, che sono oggi esposti nel Fondo Guicciardini presso la Biblioteca Nazionale Centrale di Firenze. Il Fondo, costituito da migliaia di esemplari (di cui oltre duecento edizioni del XVI secolo), unico per la sua completezza, ha una dimensione europea.